# Vodafone Greece

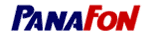
Historisches Logo bis ca. 2000

Vodafone Greece ist die zweitgrößte griechische Mobilfunkgesellschaft. Es hat die Netzvorwahlen 694 und 695. Gegründet 1992 unter dem Namen Panafon, war es ein Joint-Venture von Vodafone, France Telecom, Intracom und Data Bank. Die Prepaidkarten wurden als a la Carte vermarktet. 
Im Dezember 1998 erfolgte der Börsengang an die Athener Börse. Im Januar 2002 wurde Panafon in Vodafone GR umbenannt. Im Juli 2004 erfolgte eine Rücknahme von der Athener Börse, weil die Vodafone Group Plc. 99,8 Prozent der Aktienanteile hielt. 